# Gomphrena spissa
Gomphrena spissa là loài thực vật có hoa thuộc họ Dền. Loài này được Pedersen mô tả khoa học đầu tiên năm 1997.